# Stazione di Torre in Pietra-Palidoro
La stazione di Torre in Pietra-Palidoro è una fermata ferroviaria posta lungo la linea Livorno-Roma. Serve i centri abitati di Torrimpietra e di Palidoro, frazioni del comune di Fiumicino.

## Storia
Fino al 1942 era denominata semplicemente «Palidoro»; in tale anno assunse la nuova denominazione di «Torre in Pietra-Palidoro».

## Strutture e impianti
La stazione è dotata di 2 binari passanti. In passato era presente un terzo binario, rimosso nei primi anni 2000, per consentire l'accesso a Viale Tre Denari da Via di S. Carlo a Palidoro e la rimozione del passaggio a livello.

## Movimento
La fermata è servita dai treni regionali della linea FL5 da/per Civitavecchia e Montalto di Castro.